# Daniel Goethals
Daniel Goethals (Gosselies, 21 ottobre 1969) è un ex cestista e allenatore di pallacanestro belga.

## Carriera
Con il Belgio ha disputato i Campionati europei del 1993.

## Palmarès

### Giocatore
- Coppa del Belgio: 2

Ostenda: 1997, 1998